# Täng
Täng är en bebyggelse i Ås distrikt (Ås socken) i Krokoms kommun i Jämtlands län belägen vid Storsjöns strand. Området avgränsades fram till 2010 som en separat småort, från 2015 räknas det till tätorten Åssjöns norra strand.  